# 1484 Postrema
1484 Postrema (1938 HC) là một tiểu hành tinh vành đai chính được phát hiện ngày 29 tháng 4 năm 1938 bởi G. Neujmin ở Simeis.